# ザーブル州
ザーブル州（ザーブルしゅう、Zābol、ダリー語表記では زابل）は、アフガニスタン南部にある州である。面積17,345.45km2、人口263,200人。州都はカラート。2016年現在の知事は、モハンマド・アシュラフ・ナーセリー。

## 歴史
州としての歴史は古く、1963年にカンダハールから分離して独立した州となった。人も疎らな辺境で、パキスタンとの不安的な国境に接し、中央政府の影響力もほとんど及んでいないため、現政権に対する反政府暴動の温床となっているが、それでも他の南部諸州よりはましだとの説もある。国連アフガニスタン支援ミッション (UNAMA) の支所が2006年に開設されるまで、カラートの米軍の地域復興支援チーム (PRT) が唯一の大型国際機関だった。
2015年11月、ターリバーンがハザーラ人の子供を殺害した為、カーブルで大規模な抗議デモが行われた。